# MaNga
I maNga sono un gruppo rap rock turco. La loro musica è una commistione tra alternative rock ed hip hop, con chiari riferimenti alle melodie della musica tradizionale turca. Nel 2009 hanno vinto sia il premio per il miglior artista turco di MTV Türkiye sia quello per il miglior artista europeo agli MTV Europe Music Awards 2009. L'anno dopo hanno rappresentato la Turchia all'Eurovision arrivando secondi.

## Storia del gruppo
I maNga nascono nel 2001, prendendo il proprio nome dai tradizionali fumetti giapponesi, i manga. Inizialmente, il gruppo aveva un'impronta maggiormente underground e suonava cover di altri gruppi rock e metal. Si mettono in luce dopo aver partecipato al Sing your song music contest, una competizione musicale; ciò procura ai maNga l'attenzione del manager Hadi Elazzi (GRGDN), il quale fa sponsorizzare la band dalla Sony Music. L'etichetta sponsorizza il loro primo album (maNga), pubblicato nel 2004.
I maNga hanno successivamente partecipato a diversi festival musicali, collaborando con alcuni famosi cantanti turchi, come Koray Candemir (dei Kargo fame), Vega e Göksel. Un certo numero delle canzoni del loro repertorio sono state scritte dagli artisti del gruppo stesso.

## Discografia

### Album in studio
- 2004 – maNga
- 2006 – maNga+
- 2009 – Şehr-i hüzün

### Singoli
- We Could Be the Same (Eurofestival 2010)
- A Bird's Eye